# Echidnopsis uraiqatiana
Echidnopsis uraiqatiana är en oleanderväxtart som beskrevs av Dioli. Echidnopsis uraiqatiana ingår i släktet Echidnopsis och familjen oleanderväxter. Inga underarter finns listade i Catalogue of Life.